# 堀川和洋
堀川 和洋（ほりかわ かずひろ、1942年（昭和17年）7月8日 - 2004年（平成16年）8月4日）は、日本の警察官僚、政治家。内閣総理大臣秘書官。中国管区警察局長。姫路市長。正四位旭日中綬章。松本市名誉市民。

## 人物
姫路市出身。兵庫県立姫路西高等学校を経て京都大学法学部卒業。1965年（昭和40年）警察庁に入庁し各地で勤務。
1995年（平成7年）の姫路市長選挙で当選し、以後2期務める。姫路市長在任中は、全国初の中核市への移行や、警察関係を歴任した経験から暴走行為やそれを煽る行動を取り締まる期待族防止条例を制定している。また、JR山陽本線の高架化、レンタサイクルやループバスの開業、キャスティ21計画など駅周辺の整備にも力を入れた。2003年（平成15年）の姫路市長選挙に3選を目指して立候補したが、石見利勝に敗れ落選。
2004年（平成16年）7月1日、姫路市名誉市民の称号を贈られた。同年8月4日、姫路赤十字病院で肺癌のため62歳で死去。

## 略歴
- 1964年（昭和39年） 国家公務員採用上級甲種試験（法律）合格
- 1965年（昭和40年） 警察庁入庁
- 1983年（昭和58年）8月26日 陸上幕僚監部調査部調査第二課調査別室長
- 1984年（昭和59年）8月6日 防衛庁防衛局調査第一課長
- 1986年（昭和61年）8月18日 徳島県警察本部長
- 1988年（昭和63年）7月15日 警察庁長官官房装備課長
- 1991年（平成3年）11月15日 警察庁長官官房審議官（刑事局保安部担当）
- 1992年（平成4年）5月20日 福岡県警察本部長
- 1993年（平成5年）8月24日 中国管区警察局長
- 1994年（平成6年）8月18日 退官
- 1995年（平成7年） 姫路市長。以後2期務める。